# Rotaan

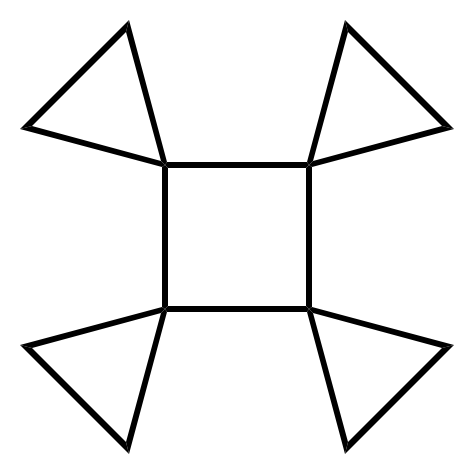
Een [4]rotaan, opgebouwd uit een cyclobutaanring met vier cyclopropaanringen in spiroverbinding

Een [n]rotaan is een cyclisch koolwaterstof met n koolstofatomen, die elk verbonden zijn met een cyclopropaanring in een spiroverbinding. Tot nu toe zijn [3]- tot [6]rotanen gesynthetiseerd. Het eenvoudigste rotaan, [3]rotaan, bestaat uit een cyclopropaanring waaraan drie andere cyclopropaanringen als spiroverbindingen verbonden zijn. Het is dus tegelijk een vertakt [4]triangulaan.